# Гронкель, Виталь Жан де
Виталь Жан де Гронкель (нидерл. Vital Jan De Gronckel, фр. Vital Jean De Gronckel; 1820, Синт-Квинтенс-Ленник, Бельгия — 1890, Схарбек, Бельгия) — бельгийский художник, портретист и жанрист, работал в России.

## Биография
Приехал в Петербург в 1849 году. В 1850 году за «Женский портрет» (Эрмитаж) и «Портрет В. Н. Панина» получил от ИАХ звание академика. В 1852—1853 годах написал одиннадцать икон для церкви Свеаборгской крепости. В 1852 году на выставке в Академии художеств экспонировались его произведения: «Бард», «Портрет г-на Дерина», «Портрет доктора Оу». 
Его работы хранятся также в Музее Российской академии художеств в Санкт-Петербурге («Портрет К. А. Тона» — начало 1850-х годов, эскиз — 1851, Русский музей). 
В Эрмитаже хранится написанный художником «Портрет двух детей» 1849 года. В УРАО «Художественно-педагогический музей игрушки» в г. Сергиевом Посаде хранится два портрета, принадлежащих кисти Гронкеля — портрет графа Владимира Викторовича Панина (1842—1872) 1849 года и портрет его сестры, графини Натальи Викторовны Паниной (1843—1864) 1850 года.
Позднее Гронкель вернулся в Бельгию и жил в Брюсселе, с 1879 года — в Лондоне, затем снова вернулся на родину, где и скончался недалеко от Брюсселя в городе Схарбек в 1890 году.

## Галерея

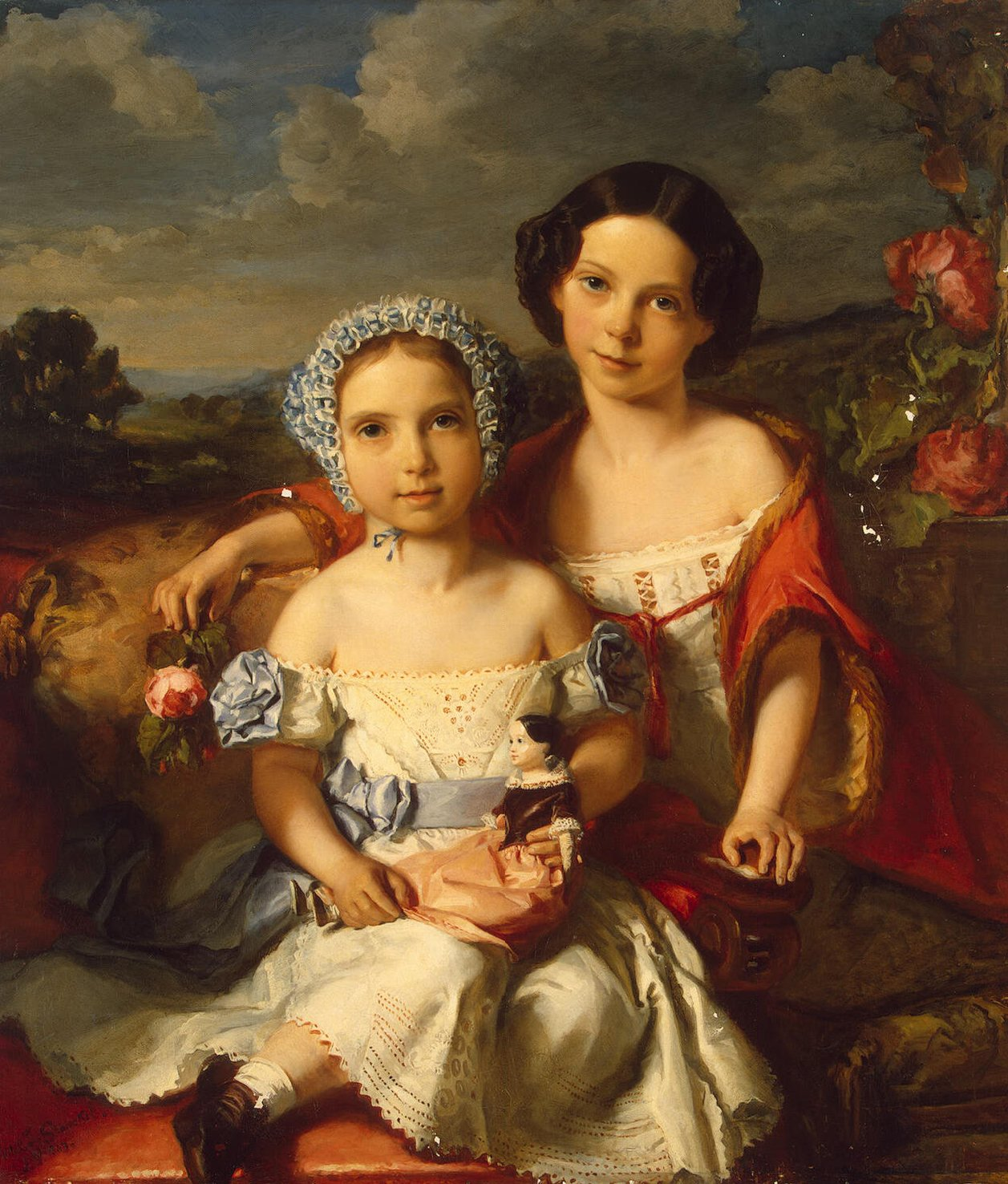
Портрет двух детей. 1849, Государственный Эрмитаж.
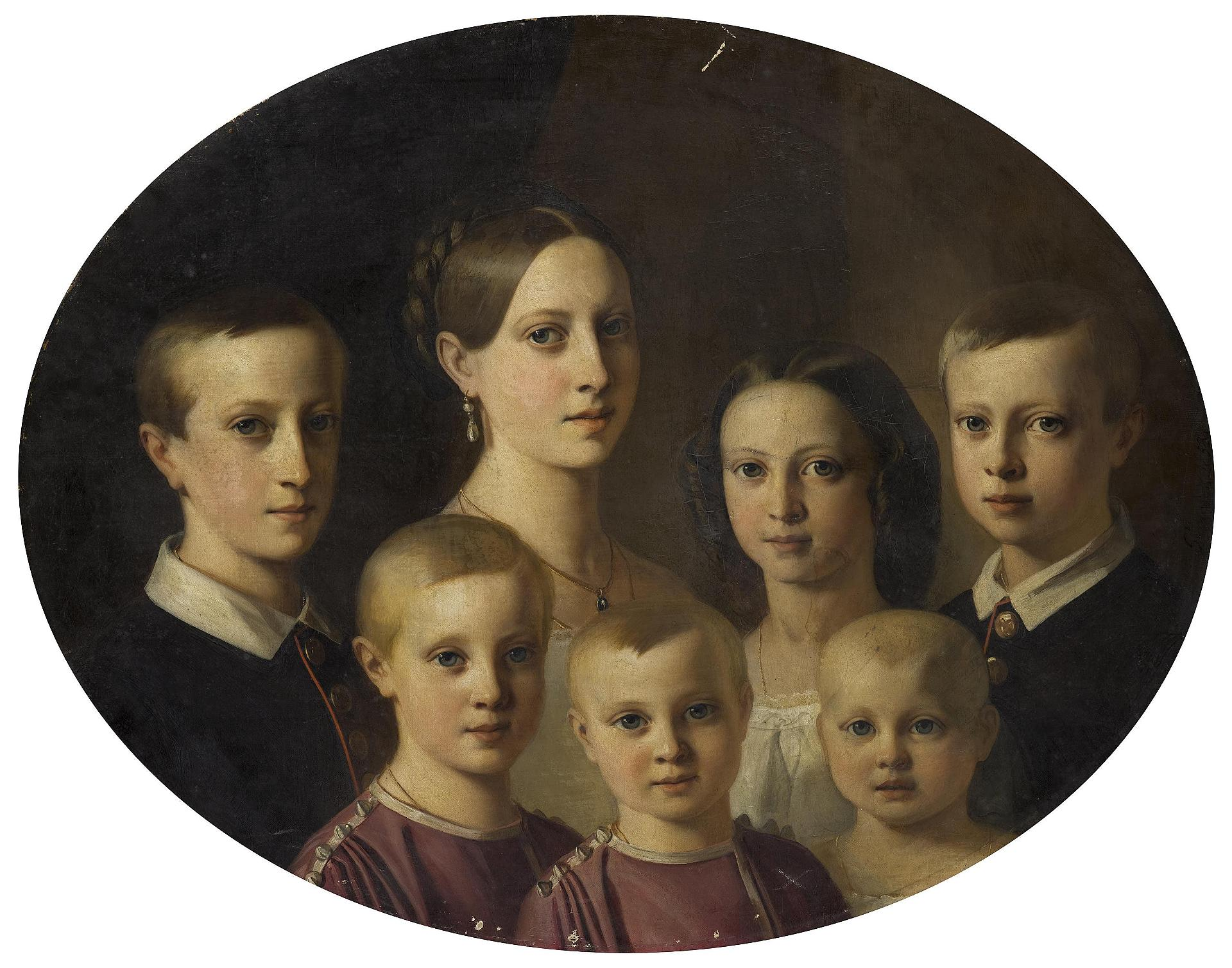
Дети принца Петра Ольденбургского. 1853, Государственный Эрмитаж.
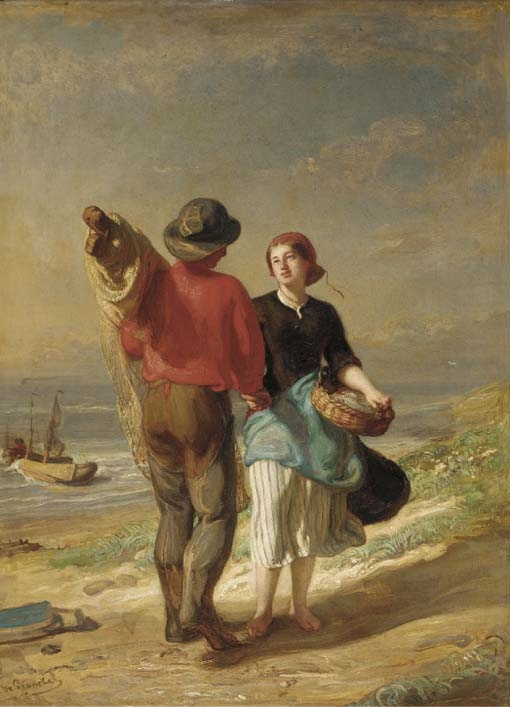
Свидание на побережье.